# Aratta
Aratta (akkadisch für Erhabenes Bergland) ist der Name eines Landes in der sumerischen Mythologie. Es ist umstritten, ob ein Stadtstaat oder ein Königreich dieses Namens im Nahen Osten tatsächlich existierte und wo es gelegen haben könnte.

## Sumerische Quellen
Hauptquelle ist die frühsumerische Dichtung Enmerkar und der Herr von Aratta, in der der wahrscheinlich legendäre König Enmerkar von Uruk einen Boten nach Aratta schickt, der die Unterwerfung des arattäischen Herrschers Ensuh-keshdanna verlangt, da die Göttin Inanna ihre Gunst nicht mehr Aratta, sondern Uruk erweise. Aratta wird als überaus reiches Land hinter sieben Gebirgszügen beschrieben. Daneben wird Aratta im Epos Lugalbanda und Enmerkar als Ziel des Feldzugs genannt, wobei zu jener Zeit Lugalbanda noch als Offizier unter Enmerkar diente.
In späteren Keilschrifttexten wird mehrfach auf die Herkunft der Sumerer aus Aratta hingewiesen. Hier könnte ein Zusammenhang mit der Gunstverlagerung Inannas gesehen werden. Aratta scheint mehrere Jahrhunderte lang als Quelle der sumerischen Zivilisation und Religion angesehen worden zu sein.

## Lokalisierung
Die Wegbeschreibung in Enmerkar und der Herr von Aratta führte zu zahlreichen Versuchen, Aratta von Uruk ausgehend zu lokalisieren und seine Historizität zu beweisen. Zeitlich wird Aratta im 3. Jahrtausend v. Chr. angesiedelt. Drei Thesen bilden den Mittelpunkt der Diskussion:

### Urartu-These
Teilweise wird Aratta als ein Vorläufer des Urartu-Staates angesehen und in das von Mesopotamien aus gesehen nördliche Hochland im heutigen Armenien, Aserbaidschan, Iran und der Türkei verlegt. Demnach wäre Aratta ein sehr früher Flächenstaat gewesen.

### Vansee-These
Eine Variante der Urartu-These sieht in Aratta aufgrund einiger etymologischer Mutmaßungen den Ort der biblischen Paradies-Erzählung und lokalisiert es östlich des Vansees im Grenzgebiet der heutigen Türkei und Irans. Untersuchungen des heute sehr kargen Landstrichs zeigen für das 3. Jahrtausend v. Chr. eine üppige Fauna, die als Grundlage für eine räumlich eng begrenzte, frühe Zivilisation angenommen wird.

### Dschiroft-These
1976 stellte der iranische Archäologe Youssef Madjidzadeh die These auf, Aratta vermeintlich im Südosten Irans in der Provinz Kerman lokalisiert zu haben (siehe Dschiroft-Kultur). Seine Hauptargumente sind die im Mythos beschriebene Nähe zu Anschan, die reichen Grabbeigaben in Shadad und die handwerklich ausgearbeitete materielle Kultur, die die Provinz Kerman im 3. Jahrtausend v. Chr. aufweist, und stützt diese These auf die von ihm im Jahr 2001 begonnene Ausgrabung in Konar Sandal bei der iranischen Stadt Dschiroft. Bisher wurden hier ein Zikkurat-ähnlicher Monumentalbau und eine Vielzahl aufwändig verzierter Töpferware mit auffallend differenzierter Symbolik gefunden. Die Dschiroft-Kultur wird auf die Zeit um 2500 v. Chr. datiert. Viele der gefundenen bildlichen Darstellungen weisen Ähnlichkeiten zu sumerischen Legenden auf und könnten diese befruchtet haben.

## Sonstige Theorien um Aratta
Der iranische Sprachwissenschaftler Jahanshah Derakhshani fasst Aratta als Urheimat der Indogermanen auf, alternativ zum bisher angenommenen Ursprungsgebiet Südrussland bzw. Anatolien. Hintergrund ist die These Derakhshanis, das Volk von Aratta habe eine arische, also indogermanische Sprache gesprochen.[Zitat erforderlich]